# 国话小剧场
国话小剧场，位于北京市西城区广安门外大街277号中国国家话剧院（简称“国话”），是国话的小剧场。

## 简介
国话小剧场旧址位于北京市西城区帽儿胡同甲45号。这里是中央实验话剧院、中国国家话剧院的老院址，原为清朝提督衙门，清朝乾隆二十一年改为步军统领衙门，中华民国时期为保安司令部。国话小剧场旁边的国话办公楼前有一对石狮是其遗物。中华人民共和国成立后，经周恩来、朱德、罗瑞卿支持，此处改成中央实验话剧院，由朱德题字。1992年，在上任不久的中央实验话剧院院长赵有亮领导下，决定在此处新建一座L形三层办公楼，1993年落成，办公楼包括这座小剧场。1993年初，孟京辉导演的话剧《思凡》成为中央实验话剧院小剧场的首演剧目。先后在此上演的名剧还有：1995年6月孟京辉、安琪·布德联合导演，郭涛、伍宇娟主演的话剧《放下你的鞭子·沃依采克》；牟森导演的《红鲱鱼》；1997年查明哲导演，郭涛、冯宪珍、韩童生等主演的《死无葬身之地》。
2001年底，中国青年艺术剧院和中央实验话剧院合并为中国国家话剧院，以原中央实验话剧院为办公地，中央实验话剧院小剧场遂更名为国话小剧场。国话小剧场的首部戏是王晓鹰导演的《哥本哈根》，因非典故演出未公开。2005年，国话决定停办国话小剧场，改为排练场。《关于爱情归宿的最新观念》、《红尘》、《萨勒姆的女巫》、《简·爱》等话剧在此诞生。
2009年10月20日，国话“青年戏剧人PK营启动仪式”在国话举办媒体发布会，宣布2009年11月10日起国话小剧场重张。重张剧目为四部小戏，包括黄盈的《马前，马前》、唐宇改编并导演的《在茫茫大海上》等。
2011年1月24日，国话小剧场旧址正式关张。小剧场话剧《向上走，向下走》是在旧址演出的最后一部戏。
国话小剧场新址位于广安门外大街，于2007年12月25日奠基。观众座位共300个。2011年5月19日，国话小剧场继前一天国话剧场开幕之后开幕。国话小剧场开幕剧是中国和法国艺术家共同创作的话剧《打造蓝色》，这也是“2011国话之春”中的剧目之一。